# Archikatedra św. Szczepana w Brisbane
Archikatedra św. Szczepana w Brisbane (ang. Saint Stephen's Cathedral, Brisbane) – kościół arcybiskupi archidiecezji Brisbane w Australii. Świątynia została zbudowana w stylu neogotyckim w latach 1864–1922.